# Maelsuthain O'Carroll
Maelsuthain O'Carroll in irlandese Maelsuthan Ua Cerbhail e noto anche come  Maelsuthain O'Cearbhail (... – 1010) è stato un politico e letterato irlandese del Medioevo.
Era il signore dell'Eóganachta di Locha Léin, consigliere del sommo re Brian Boru e un importante studioso spesso accreditato di aver iniziato gli Annali di Innisfallen. La reputazione accademica di Maelsuthan era considerevole, facendogli guadagnare riconoscimenti come "dottore capo del mondo occidentale ai suoi tempi" e "saggio d'Irlanda".

## Biografia

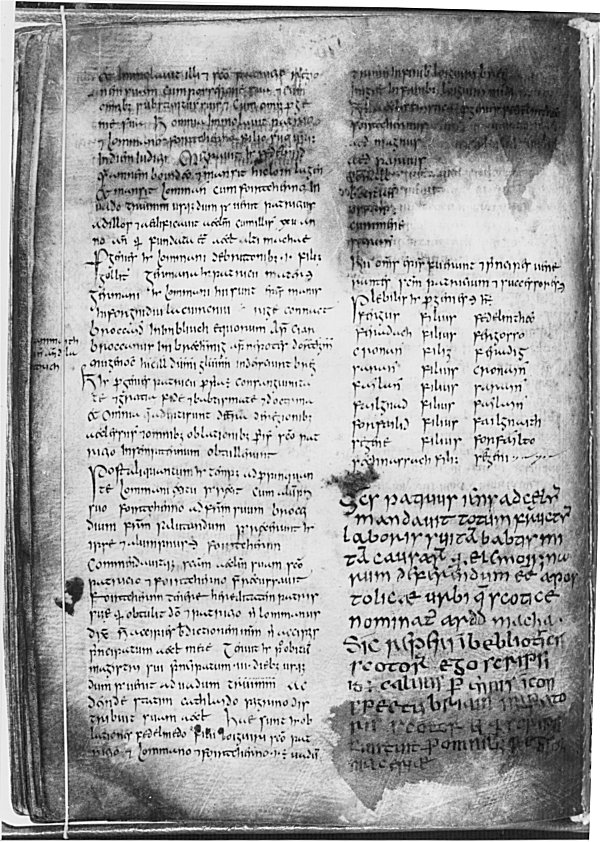
Pagina del Libro di Armagh con l'aggiunta di Maelsuthan in basso a destra

Maelsuthan era un capo dell'Eóganachta di Locha Léin, un ramo di una potente dinastia irlandese meridionale che si stabilì intorno ai laghi di Killarney. Probabilmente ricevette la prima istruzione presso il monastero dell'Isola di Innisfallen e in seguito divenne il capo della scuola. Lì sovraintendette all'istruzione del futuro re Brian. Maelsuthan era l'anmchara di Brian (un consigliere, un confessore). Dopo che Brian ottenne la regalità d'Irlanda, intraprese un tour trionfale in tutta l'isola e per assicurarsi l'appoggio della Chiesa, si fermò ad Armagh dove depose venti once d'oro sull'altare della cattedrale e riconobbe la supremazia di Armagh sulle altre chiese d'Irlanda. Maelsuthan accompagnò il re durante il viaggio (ma questo è contestato da Denis Casey-) e documentò la donazione reale nel Libro di Armagh.
Nel passaggio, ancora esistente nella grafia di Maelsuthan, questi si riferisce a se stesso come "Calvus Perennis", una traduzione di "sempre calvo", il significato del suo nome in lingua gaelica. Maelsuthan si riferisce anche a "Maceria", il latino per Re del Munster.
Una poesia di Maelsuthan si trova in Foras Feasa ar Éirenn di Seathrún Céitinn.
Secondo un osservatore, Maelsuthan potrebbe essere stato un vescovo di Aghadoe. Fu sepolto nella cattedrale di Aghadoe, un altro segno che potrebbe essere stato il vescovo di quella cattedrale.
Diverse fonti hanno registrato la morte di Maelsuthan:
- Annali di Innisfallen, "Mael Suthain Ua Cerbaill {di Eóganacht}, eminente saggio d'Irlanda, riposò in Cristo in Achad Deó".[11]
- Annali dell'Ulster, "Mael Suthain ua Cerbaill, capo saggio d'Irlanda e re di Eóganacht di Loch Léin, Marcán figlio di Ceinnéitig, successore di Colum figlio di Cremthann e superiore di Inis Celtra e Cell dá Lua, e Muiredach figlio di Mochloingse, superiore di Mucnám, si addormentò in Cristo.[12]
- Annals of the Four Masters, "Maelsuthain Ua Cearbhaill, uno della famiglia di Inis-Faithleann, capo medico del mondo occidentale ai suoi tempi, e signore dell'Eoghanacht di Loch-Lein, morì dopo una buona vita.[13]

Poca documentazione storica rimane della vita di Maelsuthan, ma gli studiosi hanno trovato alcuni racconti leggendari. Uno, tradotto da un manoscritto del 1434, racconta la storia di Maelsuthan e di tre allievi venuti dall'Ulster per ricevere insegnamenti dal grande saggio irlandese. Maelsuthan insegnò agli studenti per tre anni, dopodiché gli studenti dissero al loro tutor che volevano fare un pellegrinaggio a Gerusalemme per percorrere gli stessi sentieri di Cristo. Maelsuthan chiese il pagamento per i suoi tre anni di istruzione e gli studenti si offrirono di rimanere tre anni a lavorare per lui. Maelsuthan rifiutò l'offerta e disse ai tre che sarebbero andati in pellegrinaggio e tutti e tre sarebbero morti insieme. Maelsuthan chiese che i tre tornassero da lui e gli dicessero quando sarebbe morto e il suo destino nell'aldilà. I tre viaggiano in Terra santa e la previsione di Maelsuthan si avverò. I tre chiesero all'Arcangelo Michele cosa ne sarebbe stato della vita e dell'anima di Maelsuthan, e l'angelo rispose che sarebbe vissuto per tre anni e mezzo e che era dannato per i peccati di promiscuità, interpretando troppo liberamente le sacre scritture e abbandonando l'Altus (un inno irlandese). I tre volarono a Maelsuthan sotto forma di colombe e gli raccontarono quello che avevano appreso. Maelsuthan si pentì. Aveva abbandonato l'Altus quando le sue recitazioni dell'inno non erano riuscite a salvare suo figlio Maelpatrick da una malattia mortale, ma promise di recitare la preghiera sette volte a notte. Promeise anche di interpretare rigorosamente la Sacra scrittura e offrì tre giorni di digiuno a settimana e cento genuflessioni al giorno. Dopo tre anni, i tre studenti tornarono da Maelsuthan e lo portano nel posto che si è guadagnato in paradiso.